# Sarektjåkkå
Sarektjåkkå (  PRONÚNCIA)  é uma montanha da província histórica da Lapónia, Suécia. O seu ponto mais alto é Stortoppen, com 2089 m de altitude. Esta montanha está localizada no Parque Nacional de Sarek, 55 km a norte de Kvikkjokk.